# Sint-Jozef ('s-Heerenberg)

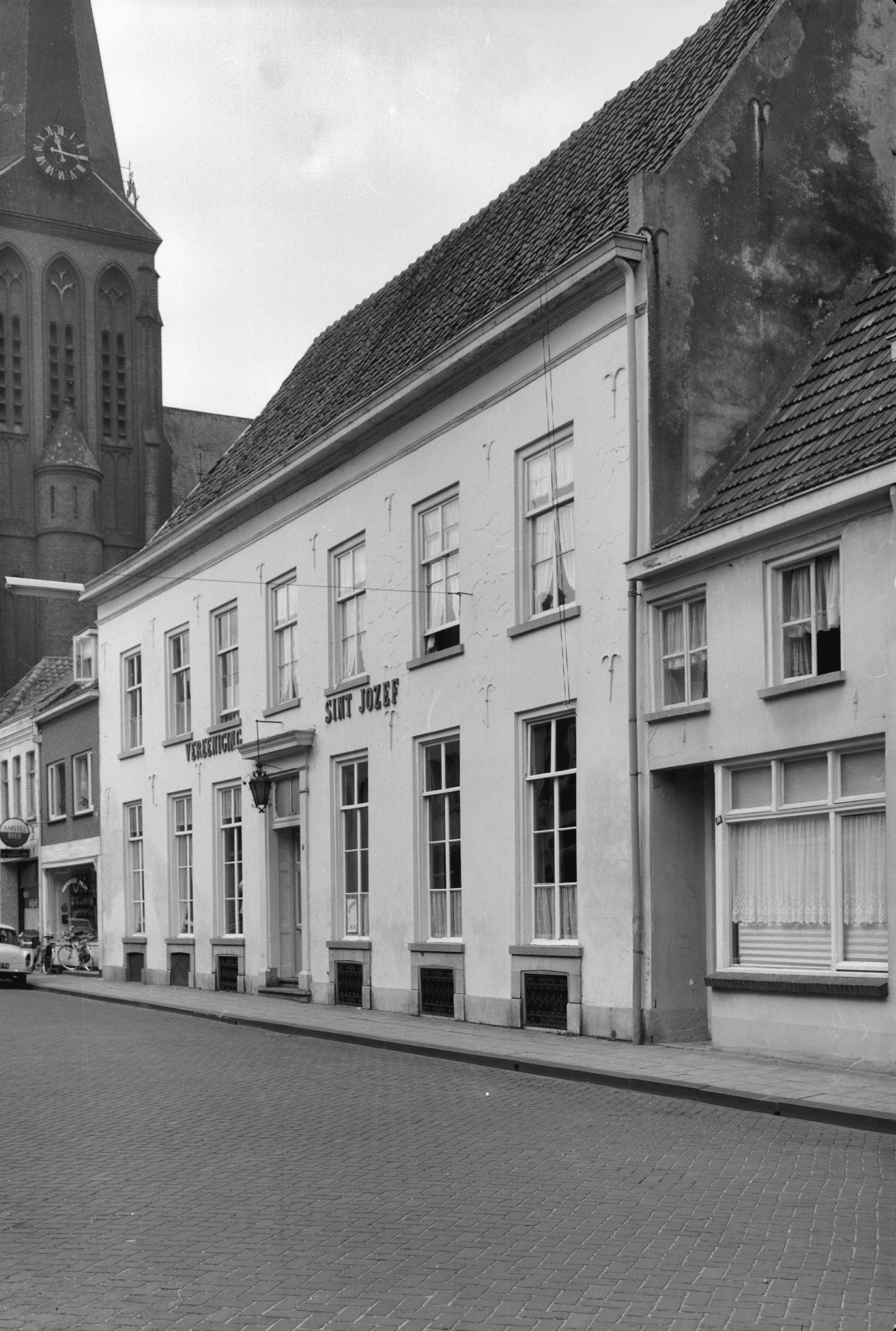
Sint-Jozef (1963)

Sint Jozef of het Sint Jozefgebouw is een rijksmonument gelegen in 's-Heerenberg. Tot in de jaren 90 van de vorige eeuw was het een soort dorpshuis. In Sint Jozef vonden onder andere culturele activiteiten plaats zoals pronkzittingen van carnavalsvereniging d'Olde Waskupen, fancy fairs van Harmonie Crescendo en voorstellingen voor de schooljeugd in 's-Heerenberg. Later was er ook het pension van paranormaal genezer Cornielje, lokaal De Strieker gehuisvest. Het gebouw is gelegen in de Molenstraat. Thans is er in het pand een 3-sterren hotel annex restaurant, genaamd de Lantscroon gevestigd.

## Geschiedenis
Alhoewel over de geschiedenis van het pand in tegenstelling tot andere oude gebouwen in 's-Heerenberg vrij weinig met zekerheid bekend is, is het aannemelijk dat gezien de stijl en het gebruik van de materialen, dat het ruim vier eeuw geleden is gebouwd als een voornaam patriciërshuis. Het bezat toen aan de westzijde dezelfde kenmerkende puntgevel als het nu nog aan de oostzijde heeft. Deze westgevel stond verder naar binnen, dan nu het geval is. Het gedeelte wat nu nog in beslag wordt genomen door keuken en woonkamer fungeerde vroeger als koetshuis met stallen.